# Den centralafrikanske økonomiske og monetære union
Den centralafrikanske økonomiske og monetære union (fransk: CEMAC – Communauté Économique et Monétaire de l'Afrique Centrale, engelsk: CAEMC – Central African Economic and Monetary Community) er en monetær union mellem de 6 centralafrikanske lande Cameroun, Centralafrikanske Republik, Gabon, Republikken Congo, Ækvatorialguinea og Tchad.
Unionen blev etableret i marts 1994, og har fælles centralbank; Centralbanken for de centralafrikanske stater (engelsk: Bank of Central African States).
Før denne union blev etableret havde de samme lande en økonomi- og tollunion; The Central African Economic and Customs Union (UDEAC). Denne union blev stiftet i 1964. Videreføringen i 1994 var et forsøg på at få til større regional integration mellem medlemslandene.